# 静電気学

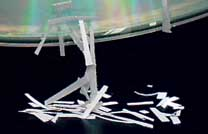
帯電したCDに引き寄せられる紙の切れ端

静電気学（せいでんきがく、または静電学、Electrostatics）は静止またはゆっくり動く電荷による現象を扱う科学の一分野である。
古典古代より、琥珀のような物質をこすると軽い粒子を引き寄せることが知られていた。英語においては、ギリシャ語で琥珀をあらわす ήλεκτρον という単語が electricity（電気）の語源となった。静電現象の原因となっているのは、電荷が互いに働かせる力である。この電荷による力はクーロンの法則によって記述される。静電的に誘起された力はやや弱いとみなされがちだが、電子と陽子間に働く静電力（水素原子を作り出している）は、同粒子間に働く重力の1040倍もの強さがある。
静電現象には数多くの事例があり、パッケージからはがしたプラスチック包装紙が手に吸い付くという身近で単純なものから、穀物サイロがひとりでに爆発するという現象まである。さらに生産中に電子部品が破損したりと害になることもあれば、一方ではコピー機の原理に用いられていたりする。静電気学には物体の表面に他の物体の表面が接することにより、電荷が蓄積されるという現象が関わっている。荷電交換は2つの表面が接触し、離れるときにはいつでも起きているものの、表面のうちの少なくともどちらか一方が高い電気抵抗をもっていなければ通常その効果には気づかない。高い抵抗をもつ表面には電荷が長時間蓄えられ、その効果が観測されるためである。蓄えられた電荷は接地へとゆっくり減少してゆくか、放電によってすぐに中性化される。例えば静電気ショックの現象は、不導体の表面と接触することにより人体に蓄えられた電荷が、金属などに触れたときに一気に放電し、中性化する現象である。

## 基礎的な概念

### クーロンの法則
静電気学の基本的な方程式は、点電荷の間に働く力を記述するクーロンの法則である。クーロンの法則によると2つの点電荷間に働く静電力はそれぞれの電荷の大きさの積に正比例し、電荷間の距離の2乗に反比例する。数式を用いてあらわすと
{\displaystyle F={\frac {Q_{1}Q_{2}}{4\pi \varepsilon _{0}r^{2}}}}
となる。ここで{\displaystyle Q_{1}}と{\displaystyle Q_{2}}は点電荷、{\displaystyle \varepsilon _{0}}は真空の誘電率であり、以下の式で定義される。
{\displaystyle \varepsilon _{0}\ {\stackrel {\mathrm {def} }{=}}\ {\frac {1}{\mu _{0}{c_{0}}^{2}}}=8.854\,187\,817\times 10^{-12}}   (A2s4 kg−1m−3 or C2N−1m−2) または (F m−1)

### 電場
ある点での電場 (Vm−1) は、その点にある単位正電荷 (C) に働く力 (N) と定義される。
{\displaystyle {\vec {F}}=q{\vec {E}}\,}
この定義とクーロンの法則より、点電荷{\displaystyle Q}によりつくられる電場{\displaystyle E}の大きさは
{\displaystyle E={\frac {Q}{4\pi \varepsilon _{0}r^{2}}}}
である。

### ガウスの法則
ガウスの法則は「閉曲面を貫く全電束は、閉曲面中の全電荷に比例する」という法則である。この際の比例定数は真空の誘電率とよばれる。
数学的には、ガウスの法則は積分を用いた式で表すことができ（ガウスの法則の積分形）、
{\displaystyle \oint _{S}\varepsilon _{0}{\vec {E}}\cdot \mathrm {d} {\vec {A}}=\int _{V}\rho \cdot \mathrm {d} V}
となる。または微分を用いた式でも表すことができ（ガウスの法則の微分系）、
{\displaystyle {\vec {\nabla }}\cdot \varepsilon _{0}{\vec {E}}=\rho }
となる。ここで{\displaystyle {\vec {\nabla }}\cdot }は発散を表している。

### ポアソン方程式
静電ポテンシャルの定義とガウスの法則の微分形より、ポテンシャル{\displaystyle \phi }と電荷密度{\displaystyle \rho }の間には
{\displaystyle {\nabla }^{2}\phi =-{\rho  \over \varepsilon _{0}}}
という関係がある。この関係はポアソン方程式とよばれる。ここで{\displaystyle \varepsilon _{0}}は真空の誘電率である。

### ラプラス方程式
電荷がない状態では、ポアソン方程式は
{\displaystyle {\nabla }^{2}\phi =0,}
となる。これをラプラス方程式とよぶ。

## 静電近似
静電近似の妥当性は電場が渦なしであるとの仮定によっている。
{\displaystyle {\vec {\nabla }}\times {\vec {E}}=0}
ファラデーの電磁誘導の法則より、この仮定は時間依存の磁場がないこと、もしくはないとみなせることを意味している。
{\displaystyle {\partial {\vec {B}} \over \partial t}=0}
言い換えれば、静電気学には磁場や電流がないことが求められるわけではない。むしろ磁場や電流があるとしてもそれらが時間によらず一定であること、または少なくとも時間変化が非常にゆっくりであることが必要である。ある種の問題では正しい結果予測には静電気学と静磁気学の両方が必要であるが、これらの組み合わせによる影響は無視される。

### 静電ポテンシャル（電位）
電場は渦なしであるため、電場をスカラー関数の勾配として表現することができる。このスカラー関数を静電ポテンシャル（または電位）とよぶ（電位差は特に電圧とよばれる）。電場{\displaystyle E}は数式を用いて
{\displaystyle {\vec {E}}=-{\vec {\nabla }}\phi }
とあらわすことができる。
ある点での静電ポテンシャルは、無限遠からその点まで単位電荷を動かすのに必要な仕事の量と定義することができる。

## 帯電列と摩擦帯電
摩擦帯電は接触帯電のひとつで、異なる物質を接触させ分離させると帯電するという現象である。物体の一方は正の電荷を帯び、もう一方は同量の負の電荷を帯びる。帯びる電気の正負と強さは材質・表面の粗さ・温度・ゆがみなどの性質によって異なる。例えば琥珀では、羊毛のような素材とこすり合わせることによって帯電する。この性質はタレスによって記録されたのが最も古く、人によって調査された最初の電気的現象である。その他には、ガラスと絹や硬質ゴムと毛皮の組み合わせなどが強く帯電する物質の組み合わせの例である。

## 静電発電機
表面電荷が均衡でない場合には、物体は引力または反発力を示す。接触帯電や摩擦帯電の原理により、2つの異なった表面を接触させて引き離すことでこの表面電荷の不均衡が起き、静電気が生み出される。2つの不導体をこすり合わせると強い静電気が発生する。これは単に摩擦だけによる効果ではなく、摩擦がなくとも一方の絶縁体を他方の不導体の上に乗せるだけでも帯電は起こる。ただしほとんどの表面は粗い構造をしているため、接触だけでは摩擦よりも帯電に時間がかかる。摩擦には物体の表面同士の接触を増やす効果がある。絶縁体では電気を伝えない性質があるため、表面電荷を生成するにも蓄えるにも適している。ゴム、プラスチック、ガラス、植物の髄 (pith) などがその例である。導体は金属表面が液体や固体の不導体に接触するなど、ごく限られた場合にのみしか表面電荷の不均衡を作り出さない。接触帯電により移動した電荷はそれぞれの物体の表面に蓄えられる。静電発電機はこの原理を利用しており、高電圧・低電流を作り出す装置である。教室での物理実験などに用いられる。
なお、電流があったとしても静電気力や放電、コロナ放電や他の現象が起こらないわけではない。両方の現象が同じ系で同時に発生することはありうる。

## 電荷の中性化
蓄えられた静電荷が放電される自然現象は冬などの低湿度の季節には悩みの種であるが、ときにより破壊的で有害なものである。例えばIC（特に繊細なMOSFET）などに直接触る仕事や、引火性気体のある状況などでは、静電荷（静電気）の蓄積や突然の放電に注意を払わなくてはならない。

## 電荷誘導
電荷誘導は負に帯電した物体が他の物体の表面から電子を反発させることによって起こる。これにより、他の物体の表面付近の領域は正に帯電し、物体間には引力が働く。例えばゴム風船をこすると、ゴム風船は壁に吸い付く。これは負に帯電したゴム風船を壁に近づけると壁の表面付近の電子が反発し、壁の表面付近が正に帯電するため、壁とゴム風船間には引力が生じるためである。

## 静電気

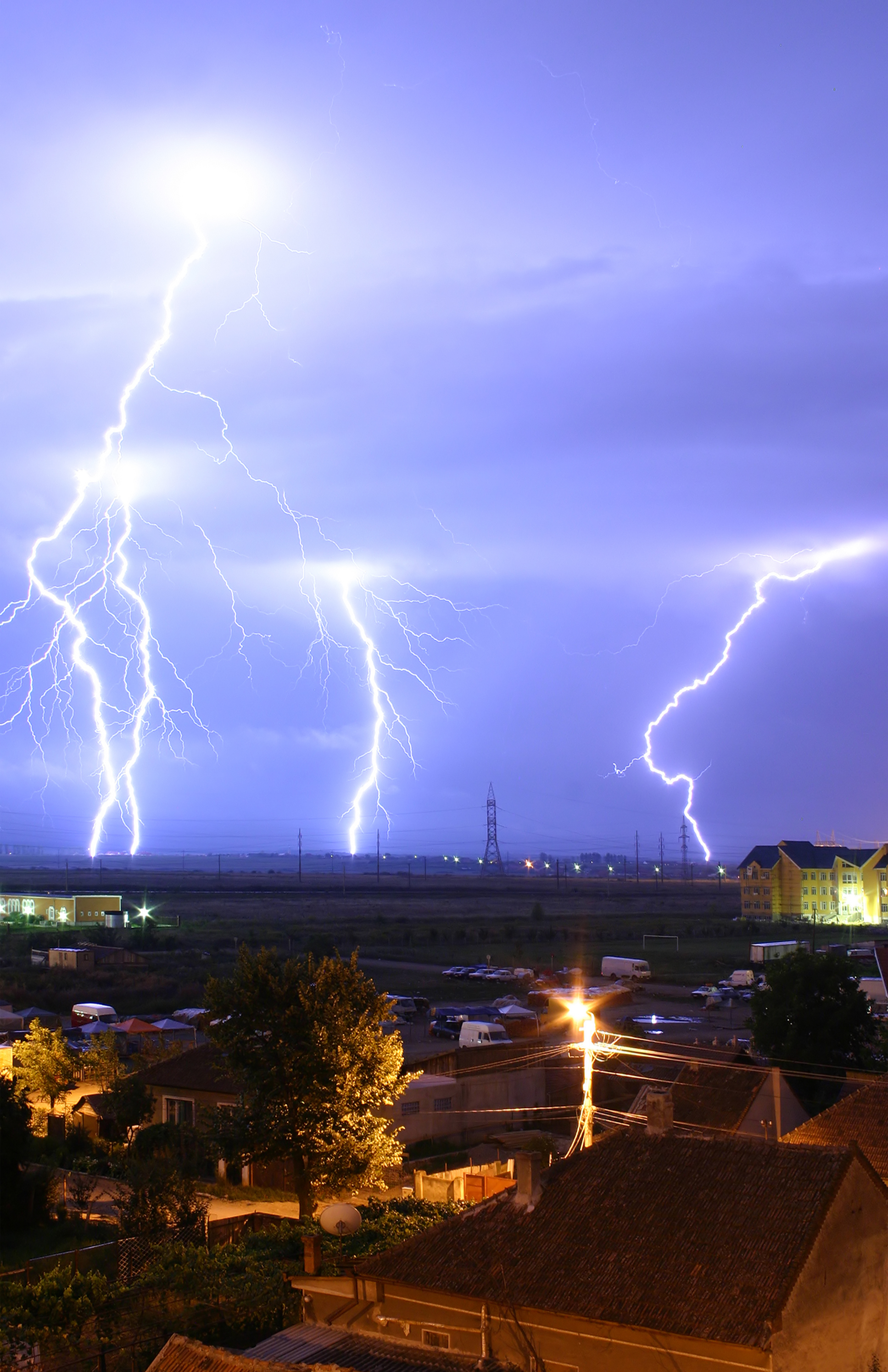
ルーマニアのオラデアへの落雷

1832年にマイケル・ファラデーが電気の正体についての実験結果を公表する以前には、物理学者は静電気は他の充電とは何らかの点で異なるものだと考えていた。マイケル・ファラデーは磁石による誘導電流、電池によるボルタ電気（ボルタ電池による二種類の金属と電解液の反応で生じる直流電流）、そして静電気がどれも同じものであることを証明した。
静電気は通常、ある物質を他のものとこすり合わせることによって生じる。例えばプラスチックとウール、靴のかかととカーペットなどである。この帯電は片方の表面にある電子が他の表面へとひきつけられ、移動することによって生じる。
静電気の放電は、電子により負に帯電した物質が正に帯電した導体と触れたとき、またはその逆の場合に起きる。
静電気はゼログラフィー (en)、エアフィルター、自動車塗装などに広く用いられている。小さな電子部品などは、静電気によって故障しやすい。よって部品製造業者などでは帯電防止装置などを用い、静電気による故障を防いでいる。

### 静電気と化学工業
異なる素材をくっ付けて引き離すと帯電が起き、一方は正に帯電しもう一方は負に帯電する。カーペットの上を歩いた後に接地した物体に触れた時に受けるショックは、靴とカーペットの摩擦による体への過剰に蓄積した電荷の例である。体に蓄積した電荷は強い静電放電を生じさせる。静電気を感じる実験は楽しいが、一方で燃えやすい物質を扱う工業などでは静電気が爆発性の混合物に引火し、深刻な災害を引き起こすこともある。
同様の帯電現象がパイプラインを流れる電気伝導率の低い流体でも起こることがある。これを流動帯電と呼ぶ。電気伝導率の高い（50 ピコジーメンス毎メートル [pS/m] 以上）流体では電荷が分離するとすぐに再結合し、よって電荷生成は重要ではない。石油化学工業では、50 pS/mは流体から電荷を十分取り除くのに推奨される最低値とされている。
絶縁流体において重要な概念は停滞による緩和時間である。これはRC回路における時間定数 (τ) に類似している。絶縁物質では、物質の静的誘電率を電気伝導率で割った値が緩和時間となる。炭化水素流体では、18を電気伝導率で割った値と近似されることがある。よって電気伝導率が1 pS/cmの流体は約18秒の緩和時間をもつ。流体に蓄えられた過剰な電荷は緩和時間の4、5倍でほぼ完全に放出される。上記の炭化水素の例では90秒程度で放電が完了する。
電荷生成はより早い流体速度やより大きなパイプ直径の場合に増加し、特に20 cm以上のパイプでは著しく大きくなる。こういったシステムでの電荷生成を制御するには、流体の速度制限が最も有効である。イギリス規格の『BS PD CLC/TR 50404:2003 Code of Practice for Control of Undesirable Static Electricity』では速度制限を規定している。水分の含まれる流体では誘電率が著しく大きくなるため、水を含む炭化水素の制限速度の推奨値は1 m/sである。
接合と接地は電荷の蓄積を避ける一般的な手法である。10 pS/m以下の電気伝導率の流体では、結合と接地だけでは電荷放出には不十分であり、更に追加の静電気防止対策が必要となる。
適用規格
1. BS PD CLC/TR 50404:2003 Code of Practice for Control of Undesirable Static Electricity
2. NFPA 77 (2007) Recommended Practice on Static Electricity
3. API RP 2003 (1998) Protection Against Ignitions Arising Out of Static, Lightning, and Stray Currents

## 静電誘導の商業への応用
静電誘導の原理は工業分野へと長年にわたり応用されている。応用は経済的な工業用静電塗装システムに始まり、自動車、自転車などのエナメル塗装・ポリウレタン塗装などにも用いられている。